# Perfect Life
«Perfect Life» —[ˈpɜː.fɛkt laɪf]; en español: «Vida perfecta»— es una canción compuesta por Lindsey Ray, Lindy Robbins y Dave Bassette e interpretada en inglés por Levina. Se lanzó el 9 de febrero de 2017 mediante Sony Music Entertainment Germany. Fue elegida para representar a Alemania en el Festival de la Canción de Eurovisión de 2017 tras ganar la final nacional alemana, Unser Song 2017, el 9 de febrero de 2017.

## Festival de Eurovisión

### Festival de la Canción de Eurovisión 2017
Esta fue representación alemana en el Festival de Eurovisión 2017, interpretada por Levina.
El país no tuvo que participar en ninguna semifinal, ya que, al ser miembro del «Big Five», tenía el pase garantizado para la final.
El tema fue interpretado en 21.er lugar durante la final el 13 de mayo, precedido por Rumania con Ilinca y Alex Florea interpretando «Yodel It!» y seguido por Ucrania con O.Torvald interpretando «Time». Al final de las votaciones, la canción había recibido 6 puntos (3 del jurado y 3 del televoto), y quedó en 25º puesto de 26.

## Formatos
| Descarga digital |                                   |          |  |
| N.º              | Título                            | Duración |  |
| 1.               | «Wildfire»                        | 3:10     |  |
| 2.               | «Perfect Life» (Versión acústica) | 3:01     |  |
| 3.               | «Wildfire» (Instrumental)         | 3:10     |  |
| 4.               | «Perfect Life» (Instrumental)     | 3:01     |  |

## Historial de lanzamiento
| Región  | Fecha                | Formato          | Discográfica                     | Ref.  |
| ------- | -------------------- | ---------------- | -------------------------------- | ----- |
| Mundial | 9 de febrero de 2017 | Descarga digital | Sony Music Entertainment Germany | [ 1 ] |